# Enniscorthy
52°30′7″N 6°33′57″V / 52.50194°N 6.56583°V
Enniscorthy (Irsk: Inis Córthaidh) er en irsk by i County Wexford i provinsen Leinster, i den centrale del af Republikken Irland med en befolkning (inkl. opland) på 9.538 indb i 2006 (8.964 i 2002) 